# IIe siècle en science
Ier siècle en science - IIe siècle - IIIe siècle en science
Chronologie de la science
Cet article concerne les événements concernant les sciences et les techniques qui se sont déroulés durant le IIe siècle :

## Événements
- Vers 105 : invention du papier par l'eunuque chinois Cai Lun, qui le présente à l'empereur Hedi de la dynastie Han[1].
- 118 : plus ancienne représentation connue de la brouette, sur une fresque tombale à Chengdu en Chine[2].
- 132 : mise au point en Chine du sismoscope de Zhang Heng[3].
- Vers 140 : le médecin romain Antyllus exécute la première artériotomie[4].
- Vers 180 : le médecin grec Claude Galien étudie le lien entre paralysie et rupture de la moelle épinière[5]. Il publie un ouvrage sur l'hygiène et un Traité sur les divers tempéraments.

- Le médecin chinois Hua Tuo (110-207) utilise le cannabis comme analgésique et anesthésique[6].
- Invention du gouvernail axial en Chine pendant la dynastie Han, ancêtre du gouvernail d'étambot[7].

## Publications

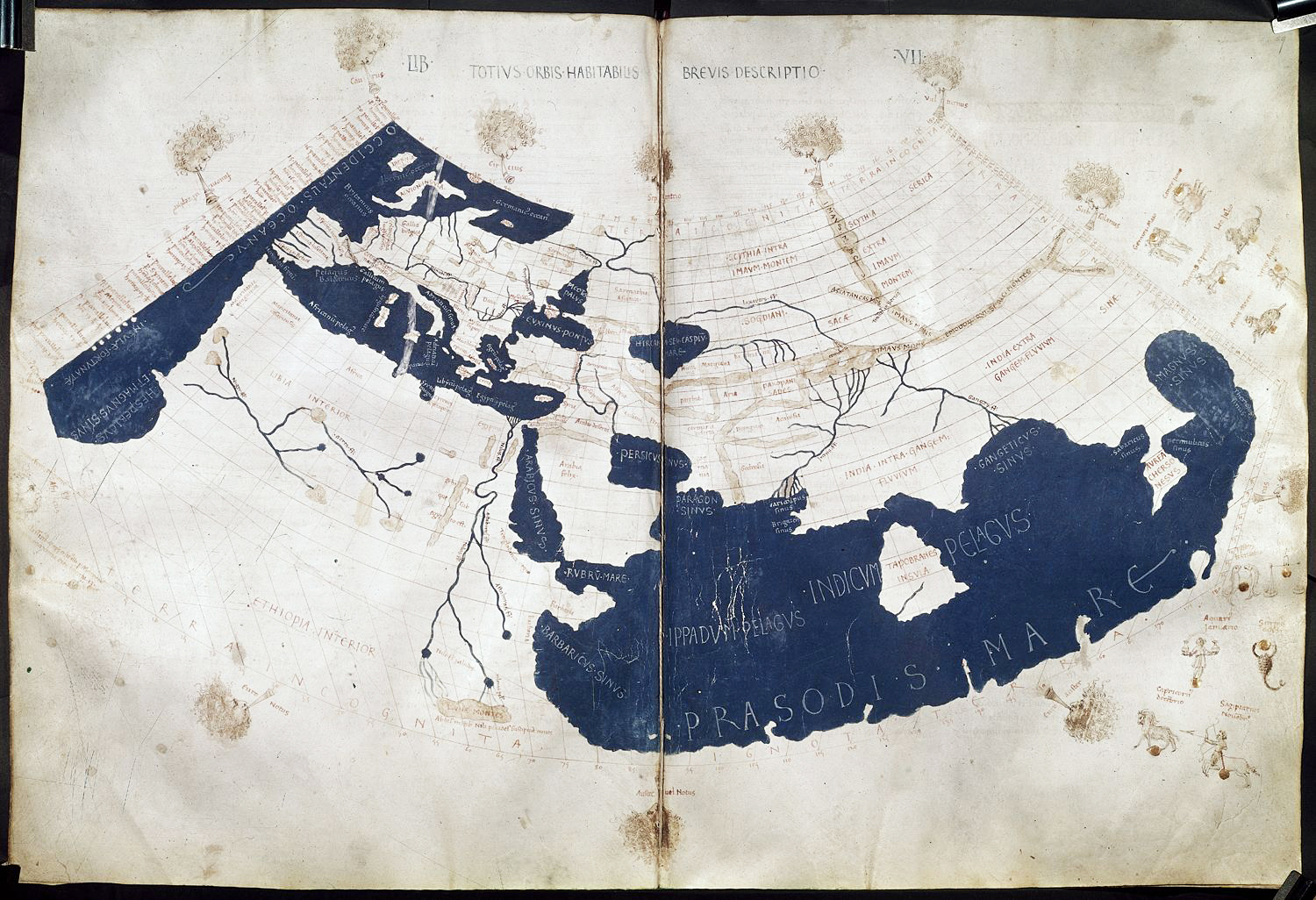
La carte du monde de Ptolémée, reconstituée à partir de sa Geographia (vers 150).

- Vers 140 : le savant grec Claude Ptolémée publie l'Almageste, qui place la Terre au centre de l’Univers, et dans lequel il répertorie toutes les étoiles visibles à l’œil nu[8]. Dans sa Géographie, il compile des connaissances sur la géographie du monde à l’époque. Dans son Optique, publiée peu après, il établit l'angle de réfraction de plusieurs milieux.
- Vers 160 : Tetrabiblos, traité d'astrologie de Ptolémée.
- Vers 170 : traité de médecine de Galien. Traité du pouls.
- Vers 190 : le médecin grec Galien achève son manuel de pathologie Ars medica. Il rédige une Pharmacologie inspirée par Hippocrate et Dioscoride.

- Du mouvement circulaire des corps célestes de Cléomède, traité qui mentionne la réfraction des rayons lumineux dans l'atmosphère terrestre[9].
- Le mathématicien Nicomaque de Gérase publie son Introduction arithmétique[10].